# Eisaku Satō
Eisaku Satō (佐藤 栄作, Satō Eisaku, 27 mars 1901 – 3 juin 1975) est un homme d'État japonais.
Membre du Parti libéral-démocrate (PLD), il est le 39e Premier ministre du Japon pour trois mandats, du 9 novembre 1964 au 17 février 1967, du 17 février 1967 au 14 janvier 1970 et du 14 janvier 1970 au 7 juillet 1972. Il obtient le prix Nobel de la paix en 1974 pour avoir mené une politique pacifiste et opposée à la prolifération nucléaire. Celle-ci est toutefois mise en question en 2010 après la révélation d'accords secrets liant le Japon aux États-Unis.

## Biographie
Eisaku Satō est né à Tabuse dans la préfecture de Yamaguchi. Son frère biologique est Nobusuke Kishi qui est Premier ministre de 1957 à 1960. Eisaku étudie le droit à l'université impériale de Tokyo qui deviendra plus tard l'université de Tokyo. À la fin de ses études en 1924, il entre comme fonctionnaire au ministère du Chemin de fer.
Il se marie en 1926 avec Hiroko qui lui donne deux enfants : Ryūtarō et Shinji.
Durant sa carrière au ministère il occupe des postes importants tels que directeur du Bureau des Chemins de fer d'Osaka de 1944 à 1946 et même le poste de vice-ministre chargé des Transports de 1947 à 1948.
Il effectue son premier contact avec le monde politique en 1948 lorsqu'il est chargé du poste de secrétaire en chef auprès du second cabinet de Shigeru Yoshida.
Il entre en 1949 à la Diète, et gravit progressivement les échelons en occupant différents postes ministériels.

## Carrière politique
De février 1949 à avril 1950 il participe au Conseil de recherche auprès de la politique publique au sein du Parti libéral-démocrate (PLD). Puis il devient secrétaire général du PLD d'avril 1950 à mai 1951 et par la suite de janvier 1953 à juillet 1954.
Il occupe ensuite divers postes ministériels, tels que :
- ministre des Postes et de la Communication, de juillet 1951 à juillet 1952 ;
- ministre de la Construction, chargé du développement d'Hokkaidō, d'octobre 1952 à février 1953 ;
- ministre des Finances de juin 1958 à juillet 1960 ;
- ministre du Commerce extérieur et de l'Industrie de juillet 1961 à juillet 1962 ;
- et de nouveau ministre chargé du développement d'Hokkaidō et ministre chargé des Sciences et des Technologies ainsi que chargé des 18e Jeux olympiques à Tokyo de juillet 1963 à juin 1964.

Ainsi, il est un homme politique d'expérience ayant eu de hautes responsabilités dans de nombreux domaines, lorsqu'il accède à la présidence du PLD et au poste de Premier ministre en succédant à Hayato Ikeda (qui démissionne pour raison de santé) le 9 novembre 1964.
Il est ensuite Premier ministre de 1964 au 7 juillet 1972, ce qui en fait le plus long mandat de Premier ministre de l'histoire du Japon, jusqu'à ce que Shinzo Abe ne dépasse ce record en août 2020.

## Premier ministre et opinions

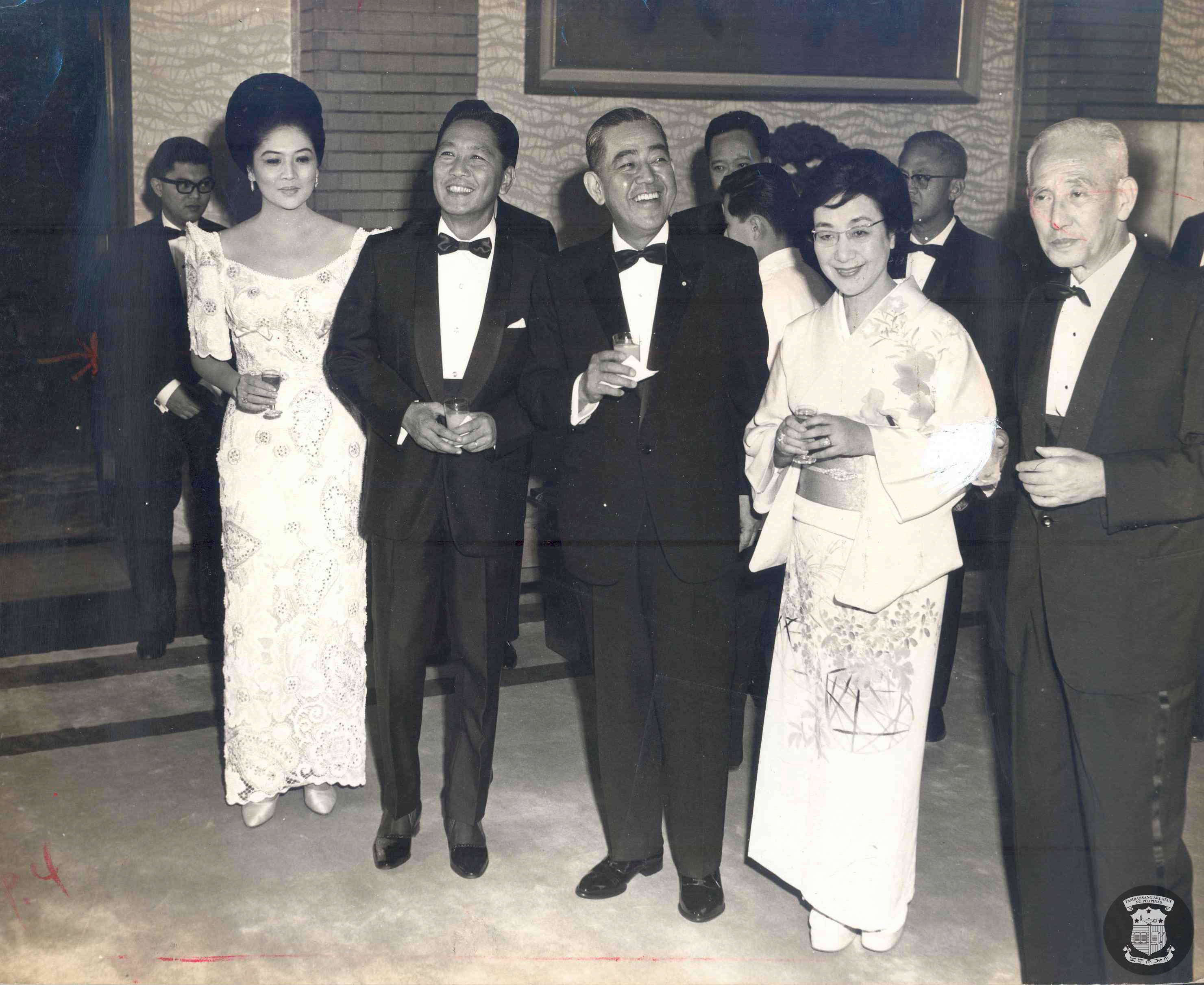
Le Premier Ministre Japonais Eisaku Satōet sa femme en compagnoe de Ferdinand et Imelda Marcos, le 30 septembre 1996.

Il s'efforce d'améliorer les relations avec les autres pays du Pacifique. Sa politique étrangère consiste à favoriser les bonnes relations avec les autres pays.
Tout en renforçant la position pacifique de la Constitution du Japon, il intervient donc dans de nombreux litiges régionaux (comme entre l'Inde et le Pakistan, l'Indonésie et la Malaisie) pour permettre une coexistence pacifique dans la région.
Il s'engage à ce que le Japon n'ait jamais la bombe atomique et signe en 1970 le traité sur la non-prolifération des armes nucléaires (TNP).
Cependant il demeure méfiant vis-à-vis de la Chine, puissance nucléaire depuis 1964, et visite Taïwan en 1967. Ainsi, la déclassification de documents confidentiels révèle fin 2008 qu'en 1965, Eisaku Satō demande aux États-Unis de se préparer à lancer une attaque nucléaire contre la Chine en cas de conflit avec le Japon. À la suite de la déclassification de documents ordonnée par le gouvernement de centre gauche de Yukio Hatoyama, on apprit ainsi, en 2010, que Satō avait signé plusieurs accords secrets avec Washington, l'un permettant notamment aux navires américains dotés de bombes nucléaires de faire escale au Japon, et l'autre aux États-Unis de stocker des armes nucléaires à Okinawa Hontō, ce qui contredisait les « principes antinucléaires » forgés par Satō .
Il s'aligne souvent sur les États-Unis, sauf lorsque Richard Nixon visite la Chine.
Il reste aussi populaire grâce à la bonne santé économique du Japon pendant cette période.
Après trois mandats, il refuse de se représenter pour un quatrième mandat. Sa faction au sein du parti soutient plutôt Takeo Fukuda mais c'est le populaire Kakuei Tanaka qui devient Premier ministre.

## Fin de vie
Il reçoit, en compagnie de Seán MacBride, le prix Nobel de la paix en 1974 pour la politique étrangère pacifique menée par son pays et pour son rôle dans le traité de non-prolifération des armes atomiques.
Il meurt l'année suivante, le 3 juin 1975 à Tokyo à l'âge de 74 ans. Son épouse est décédée en 1987 à 80 ans.